# كواكب في التنجيم
الكواكب في التنجيم لها معنى مختلف عن الفهم الفلكي الحديث لهوية الكواكب. قبل عصر التلسكوبات كان يُعتقد أن سماء الليل تتكون من عنصرين متشابهين للغاية: النجوم الثابتة التي بقيت بلا حراك بالنسبة لبعضها، والنجوم المتجولة التي تحركت بالنسبة إلى النجوم الثابة على مدار السنة.
بالنسبة إلى اليونانيين وغيرهم من علماء الفلك فإن هذه المجموعة تكونت من خمسة كواكب مرئية للعين المجردة واستبعدت الأرض. على الرغم من أن مصطلح الكوكب ينطبق فقط على هذه الكواكب الخمسة إلا أن هذا المصطلح تم توسيعه حديثًا خاصًة في العصور الوسطى ليشمل الشمس والقمر، مما يجعل الإجمالي سبعة كواكب.
بالنسبة للمنجمين القدامى مثلت الكواكب إرادة الآلهة وتأثيرها المباشر على الشئون البشرية، وبالنسبة للمنجمين المعاصرون فمثلت الكواكب الحوافز الأساسية في اللاوعي أو منظمات تدفق الطاقة التي تمثل أبعاد التجربة.
يختلف المنجمون الحديثون عن مصدر تأثير الكواكب. يكنب هون أن الكواكب تمارس تأثيرها من خلال الجاذبية أو بطريقة غيرها. يرى آخرون أن الكواكب ليس لها تأثير مباشر بحد ذاتها ولكنها عبارة عن مرايا لمبادئ تنظيمية أساسية في الكون. بعبارة أخرى، فإن الأنماط الأساسية للكون تكرر نفسها في كل مكان -بطريقة تشبه الفركتلات-. ولذلك تعكس الأنماط التي تصنعها الكواكب في السماء انحسار وتدفق النبضات البشرية الأساسية. ترتبط الكواكب أيضاً -خاصة في التقاليد الصينية- بالقوى الأساسية للطبيعة.

## التاريخ
تظهر كتابات حول الكواكب البطلمية وتأثيرها على الذين ولدوا في كتاب شامل يسمى «كتب الكواكب». ينقسم هذا النوع الكتابي في العديد من المخطوطات التي بدأت في منتصف القرن الخامس عشر في منطقة ألمانية وهي لاتزال تحظى بشعبية في جميع أنحاء النهضة الألمانية حيث بذلت تأثير عظيم حتى القرن السابع عشر.

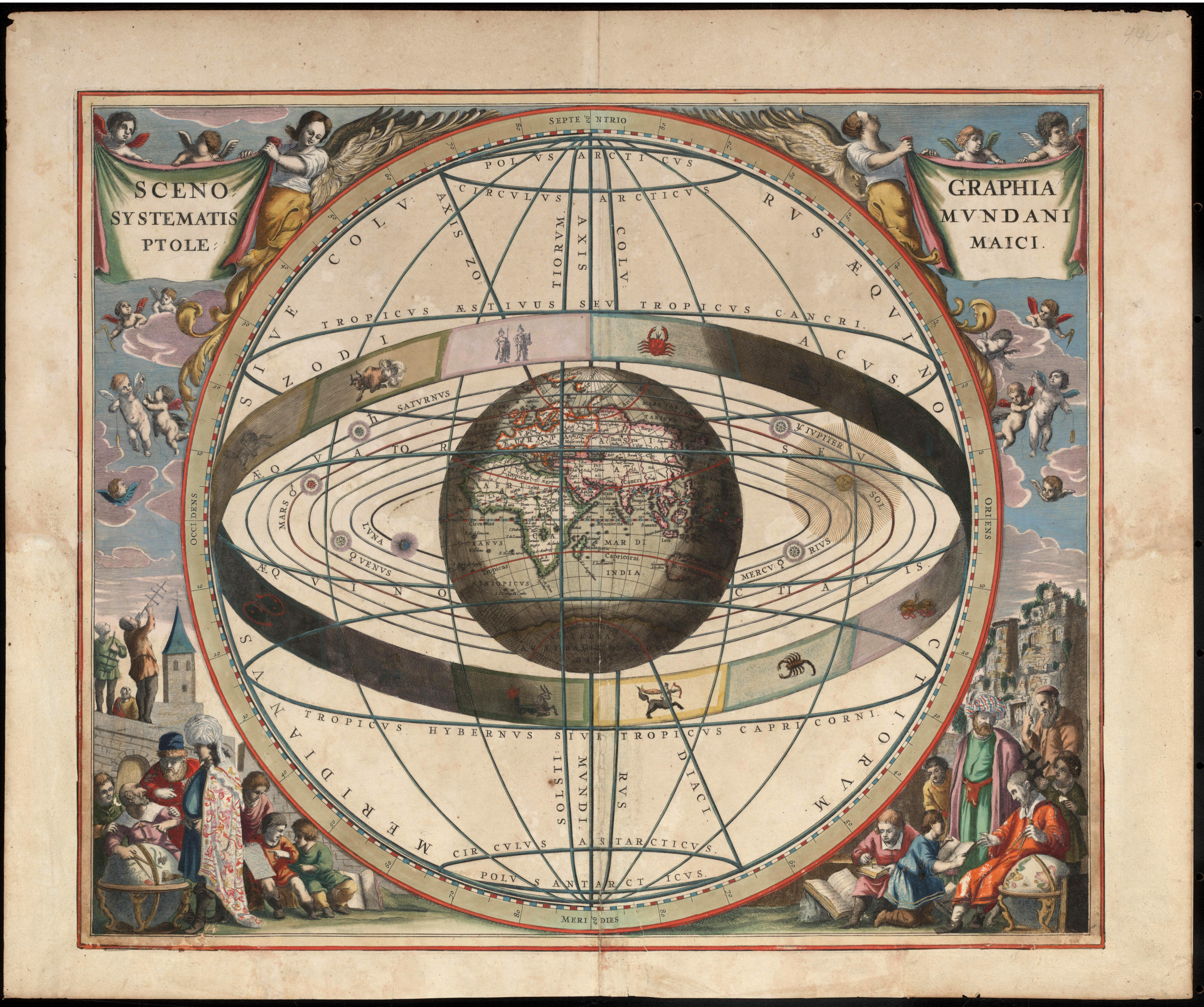
نظام مركز الأرض البطلمي في الكون الذي يصوره أندرياس سيلاريوس

عادةً ما تدرج هذه الكتب تيتان ذكرًا وإناثًا مع كل كوكب.. كرونوس وريا مع زحل -كريوس وديوني مع المريخ
- يورميدون وتيميس مع المشترى - هايبريون وهايا مع الشمس - أطلس وفيوب مع القمر - كويوس وميتيس مع عطارد - أوقيانوس وتيثيس مع الزهرة.
الصفات الموروثة من الكواكب من قبل أبنائهم هي كمايلي:
زحل: المجتهد، الكآبة، والهدوء
المشتري: الخلاب، والصيد
المريخ: النضال، والحرب
الشمس: الموسيقى، والرياضة
القمر: خجول، وحنان
عطارد: الحكيمة، ماكرة، والمتجارة
فينوس: الهوى، والشغف.

## الكواكب الكلاسيكية
الكواكب الكلاسيكية السبعة هي تلك التي يمكن رؤيتها بسهولة بالعين المجردة، وبالتالي كانت معروفة للمنجمين القدامى. هذه الكواكب هي الشمس، والقمر، وعطارد، والزهرة، والمريخ، والمشترى، وزحل. في بعض الأحيان يشار إلى الشمس والقمر باسم «الأضواء» أو «النجوم». يمكن أيضًا رؤية أورانوس بالعين المجردة على الرغم من عدم ظهور أي ثقافة قديمة قد لاحظته. يطلق المنجمون على الكواكب الكلاسيكية السبعة بـ«الكواكب الشخصية والاجتماعية السبعة» لأنه يقال بأنهم يمثلون الدوافع البشرية الأساسية لكل فرد. الكواكب الشخصية هم الشمس، والقمر، وعطارد، والزهرة، والمريخ، والكواكب الاجتماعية هي المشترى وزحل.
فيما يلي قائمة بالكواكب والخصائص المرتبطة بها.

### الشمس
الشمس هي الكوكب الحاكم لبرج الأسد، وتكون في شرفها في برج الحمل، وتهبط في الميزان وبالها في الدلو.
الشمس هي النجم في قلب نظامنا الشمسي، تدور حولها الأرض والكواكب الأخرى وتزودنا بالحرارة والضوء. مسار القوس الذي تسلكه الشمس كل عام -وهو يشرق ويغرب في مكان مختلف قليلًا كل يوم- هو في الواقع انعكاس لمدار الأرض حول الشمس. هذا القوس أكبر في الشمال أو الجنوب من خط الاستواء، ويعطي فرقًا مختلفًا للغاية بين النهار والليل وبين الفصول على مدار العام. تنتقل الشمس من خلال الاتنى عشر برج على الأبراج الفلكية في رحلتها وتقضي حوالي شهر في كل منها. ولذلك يحدد موقف الشمس في عيد ميلاد الشخص مايسمى بـ«علامة الشمس» الخاصة به، ومع ذلك يختلف تعيين علامة الشمس بين الغرب (يتغير البرج الفلكي حوالي 22-23 من كل شهر) وبين التنجيم الهندوسي (يتغير البرج الفلكي حوالي 14-15 من كل شهر) بسبب النظم المختلفة لحسابات الكواكب.
من ناحية التنجيم عادةً ما يُعتقد أن الشمس تمثل الأنا الواعية، النفس وتعبيرها، القوة الشخصية، الفخر والسلطة، الصفات القيادية ومبادئ الإبداع، والعفوية، والصحة، والحيوية والتي يُطلق عليها «قوة الحياة». واحدى من أولى المراجع المسجلة لعبادة الشمس هي من ديانة بلاد ما بين النهرين القديمة والتي تم وصفها في ملحمة جلجامش. في الطب ترتبط الشمس بالقلب والدورة الدموية والغدة الزعترية، بالإضافة إلى أن البشر يعتمدون عليها لإنتاج فيتامين د والحصول عليه وهو مكمل هام لمساعة النظام المناعي في الجسم وصحة العظام. في أيورفيدا فإنها تحكم على قوة الحياة وتتحكم في طبع الصفراء، والمعدة، والعظام، والعيون. في التنجيم الحديث الشمس هي الحاكم الأصلي الرئيسي للمنزل الخامس، ولكن تقليديًا كان لها بهجتها في المنزل التاسع.
الشمس مرتبطة بيوم الأحد. ربط دانتي أليغييري الشمس بفن الموسيقى الليبرالي. في التنجيم الصيني تمثل الشمس يانغ مبدأ الحياة الذكوري النشط.

### القمر
القمر هو الكوكب الحاكم لبرج للسرطان، يكون في شرفه في برج الثور ويهبط في العقرب ووباله في الجدي.
في الأساطير الرومانية تم تحديد القمر في بعض الأحيان مع الآله ديانا. كان القمر كبير بما يكفي لتؤثر جاذبيته على الأرض، وتثبت مداره، وتنتج المد والجزر. يتزامن اليوم القمري مع مداره حول الأرض بطريقة تجعل نفس الجانب من القمر يواجه الأرض دائمًا، ويواجه الجانب الآخر نحو الفضاء.
من ناحية التنجيم يرتبط القمر بالتكوين العاطفي للشخص، والعادات اللاواعية، والإيقاعات، والذكريات، والحالات المزاجية، وقدرته على التفاعل، والتكيف مع المحيطين به. ويرتبط أيضًا مع الأم بغرئز الأمهات أو الرغبة في التنشئة والتربية، والحاجة إلى الأمن والماضي خاصةً التجارب المبكرة ولطفولة. في الطب.. يرتبط القمر بالجهاز الهضمي، والمعدة، والثدي، والمبيض، والحيض (الذي يحدث في الدورة الشهرية)، والبنكرياس. في التنجيم الحديث القمر هو الحاكم الأصلي الرئيسي للمنزل الرابع ولكن تقليديًا كان له بهجته في المنزل الثالث.
يرتبط القمر بيوم الإثنين. ربط دانتى أليغييري القمر بالفن الليبرالي لقواعد اللغة. في التنجيم الصيني يمثل القمر مبدأ الحياة الأنثوية المستجيبة والسلبية.

### عطارد

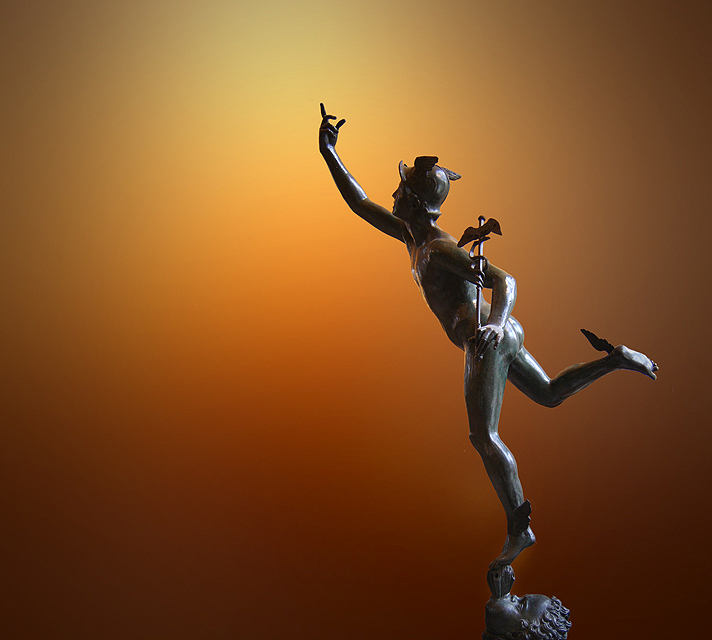
عطارد الطائر

عطارد هو الكوكب الحاكم لبرج الجوزاء والعذارء، يكون في شرفه في برج العذراء ، وباله وهبوطه في الحوت، وهبوطه في القوس.
في الأساطير الرومانية الكلاسيكية عطارد هو رسول الآلهة ولوحظ بسبب سرعته ورشاقته. يستغرق عطارد 88 يومًا فقط للدوران حول الشمس، ويقضي حوالي 7.33 يومًا في كل برج فلكي من الأبراج. عطارد قريب جدًا من الشمس حيث لا توجد سوى فترة وجيزة بعد أن تغيب الشمس لتتم رؤيته بالعين المجردة قبل أن يتبع الشمس خارج الأفق.
بالنسبة للتنجيم يمثل عطارد مبادئ التواصل، والذكاء وأنماط التفكير، والعقلانية، والقدرة على التكيف والتنوع. يحكم عطارد التعليم والتعلم، والبيئة المباشرة للجيران والأشقاء وأبناء العم، والنقل عبر مسافات قصيرة، والرسائل، وأشكال الاتصال مثل البريد والبريد الإلكتروني والهاتف والصحف والجريدة والكتابة ومهارات جمع المعلومات والبراعة البدنية. في الطب يرتبط عطارد بالجهاز العصبي، والعقل، والجهاز التنفسي، والغدة الدرقية، وأعضاء الحس. في التنجيم الحديث يعتبر عطارد الحاكم للمنزل الثالث ولكنه له بهجته في المنزل الأول.
يرتبط عطارد بيوم الأربعاء. في التنجيم الصيني يمثل عطارد الماء وبالتالي يرمز إلى التواصل والذكاء والأناقة.

### الزهرة
الزهرة هو الكوكب الحاكم للميزان والثور، شرفها في الحوت، هبوطها في برج العذراء ، وبالها في الحمل والعقرب.
في الأساطير الرومانية الزهرة هي آلهة الحب والجمال، والمشهورة بالعواطف التي يمكن أن تثيرها بين الآلهة. يدور كوكب الزهرة حول الشمس في 225 يومًا، ويقضي حوالي 18.75 يومًا في كل برج فلكي من الأبراج. الزهرة هو ثانِ ألمع شئ في سماء الليل -القمر هو الأكثر سطوعًا- وعادة مايُنظر إليه على أنه كوكب توأم لكوكب الأرض.
من ناحية التنجيم. ترتبط الزهرة بمبادئ التآلف، والمرونة، والجمال، والنقاء، والتكافل، والتعاطف، والمساواة، والحافز للوحدة مع الآخرين. إنها تشمل الرغبة في المتعة والراحة والسهولة. تحكم الزهرة العلاقات الرومانسية، والزواج، ومشاركات الأعمال، والجنس، والفنون، والأزياء، والحياة الاجتماعية. يرتبط كوكب الزهرة في الطب بالمنطقة القطنية، والأوردة، والغدة جارة الدرقية، والحلق، والكليتين. يعتبر كوكب الزهرة الحاكم للمنزل السابع ولكنه تقليديًا له بهجته في المنزل الخامس.
كوكب الزهرة هو كوكب يوم الجمعة. في التنجيم الصيني يمثل كوكب الزهرة العنصر المعدني الصلب القوي.

### المريخ
المريخ هو الكوكب الحاكم للحمل والعقرب. شرفه في الجدي، ويهبط في السرطان، وباله في الميزان والثور. المريخ هو إله الحرب وسفك الدماء. كلًا من تربة المريخ وهيموجلوبين الدم للبشر غنيان بالحديد ولهذا يتشاركان اللون الأحمر المتميز. يدور كوكب المريخ حول الشمس في 687 يومًا، ويقضي حوالي 57.25 يومًا في كل برج فلكي من الأبراج كما أنه أول كوكب يدور خارج مدار الأرض.
من ناحية التنجيم يرتبط المريخ بالثقة، وتأكيد النفس، والعدوان، والنشاط الجنسي، والطاقة، والقوة، والطموح. يحكم المريخ الرياضة، والمسابقات، والأنشطة البدنية. في الطب يقود المريخ الأعضاء التناسلية، والجهاز العضلي، والغدد التناسلية والكظرية. في التنجيم الحديث المريخ هو الحاكم الأصلي للمنزل الأول ومع ذلك كان يحكم كلا المنزلين الثالث والعاشر، وكان له بهجته في المنزل السادس. بينما كانت الزهرة تميل لغلاف العلاقة الإجمالي، كان المريخ هو الفعل العاطفي، والجانب الرجولي، والانضباط، وقوة الإرادة، والقدرة على التحمل.

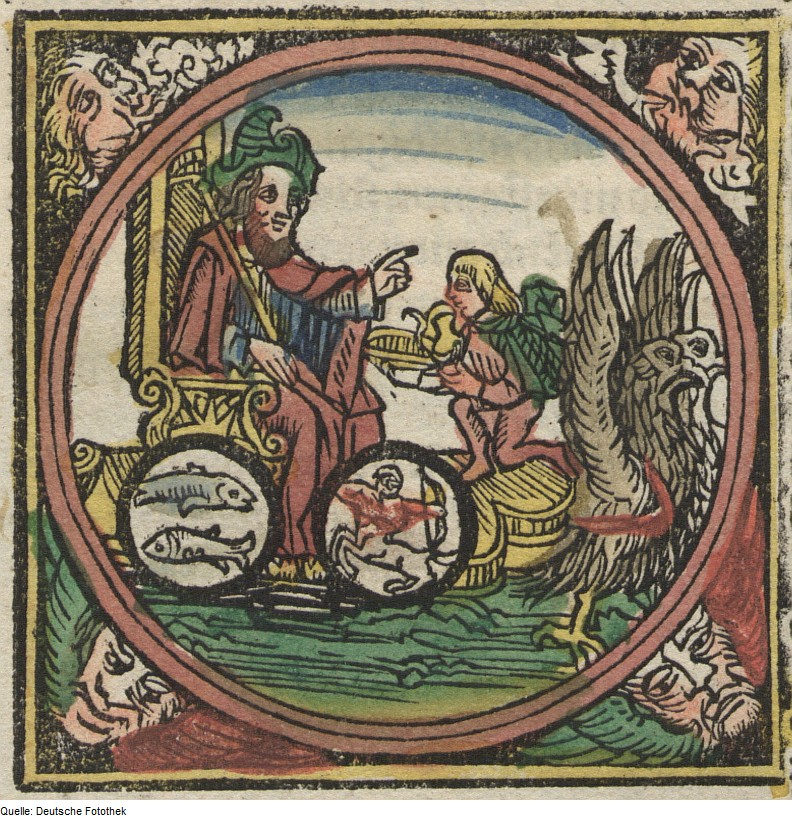
تُوج المشترى برموز برج القوس والحوت عند قدميه

يرتبط كوكب المريخ بالثلاثاء.

### المشترى
كوكب المشترى هو الكوكب الحاكم لبرج القوس والحوت. يكون في شرفه في السرطان ، وباله في العذراء والجوزاء، يهبط في الجدي.
في الأساطير الرومانية كوكب المشترى هو حاكم الآلهة وحارسهم. ويستغرق 11.9 سنة ليدور حول الشمس، ويقضي تقريبًا سنة أرضية في كل برج فلكي من الأبراج.
من ناحية التنجيم يرتبط كوكب المشترى بمادئ النمو، والتوسع، والازدهار، والحظ الجيد. في الطب يرتبط المشترى بالكبد والغدة النخامية وتنظيم الدهون. في التنجيم الحديث فإن المشترى هو الحاكم الأصلي الرئيسي للمنزل التاسع، ولكن تقليديًا كان مخصصًا للمنزل الثاني والتاسع.
يرتبط المشترى بيوم الخميس.

### زحل
زحل هو الكوكب الحاكم لبرج الجدي والدلو . يكون في شرفه في الميزان، ويهبط في الحمل ، ووباله في السرطان والأسد.
في الأساطير الرومانية زحل هو إله البذور والمحاصيل والحصاد، وزعيم الجبابرة، والأب والمؤسس للحضارات والنظم الاجتماعية والتوافق. يستغرق زحل 29.5 سنة بيدور حول الشمس، ويقضي 2.46 سنة في كل برج فلكي من الأبراج.
من ناحية التنجيم يرتبط كوكب زحل بالتركيز، والدقة، والنُبل، والأخلاقيات، والأهداف السامية، وشخصية السلطة، والدروس الصعبة القيمة، والمصير، والتقاليد. في التنجيم الحديث فإن زحل هو الحاكم الأصلي الرئيسي للمنزل العاشر.
يرتبط كوكب زحل بيوم السبت.